# Камаев, Фарит Хаснуллович
Фарит Хаснуллович Камаев (19 апреля 1944, Костанай, Казахская ССР — 13 января 1993, Уфа) — российский фольклорист, музыковед

, тюрколог. Кандидат искусствоведения (1979), заслуженный деятель искусств Республики Башкортостан (1991), член Союза композиторов СССР с 1973 года. Доцент кафедры теории музыки Уфимского государственного института искусств, заведующий кафедрой башкирского фольклора (1989—1991), проректор по науке Уфимского государственного института искусств (1991—1993). Автор свыше 30 научных работ, посвящённых башкирской народной и профессиональной музыке. 

## Биография
Родился в семье военнослужащего. Окончил фортепианное отделение Уфимского училища искусств в 1965 г. В 1965—1966 преподавал в ДМШ с. Исянгулово Зианчуринского района БАССР, в 1966—1967 — в ДМШ № 2 в Уфе.
Высшее образование получил на историко-теоретико-композиторском факультете Государственного музыкально-педагогического института им. Гнесиных (1967—1972). Окончил аспирантуру ВНИИ искусствознания (1976; научный руководитель — Э. Алексеев). Защитил кандидатскую диссертацию «Композиционно-ритмические закономерности башкирской народно-песенной мелодики» (1979).
С 1971 года и до конца жизни преподавал в Уфимском государственном институте искусств. По его инициативе в институте в 1989 году была создана кафедра башкирской музыки и фольклора, он был её первым заведующим. Под его руководством были разработаны и внедрены программы подготовки исполнителей на традиционных башкирских инструментах, а также исследователей национального фольклора.
Важной гранью деятельности Ф. Х. Камаева была просветительская работа. По его инициативе и при участии Р. Рахимова (недоступная ссылка) в начале 80-х гг. был организован фестиваль самодеятельного творчества «Играй, тальянка!».
В составе делегаций деятелей культуры Башкирии Ф. Х. Камаев неоднократно представлял республику за рубежом (Венгрия, Румыния, ГДР).

## Научное наследие
Центральное место в научном наследии Ф. Х. Камаева отведено проблемам изучения башкирского музыкального фольклора. Вот некоторые из них:
- стилевые и жанровые особенности народных песен и инструментальных наигрышей,
- структурная типология и музыкальный синтаксис узун-кюя и такмаков,
- фонетический строй музыкально-поэтической речи народных песен,
- сравнительный анализ фольклора.

Ф. Х. Камаев внёс вклад в собирание и нотирование образцов народной музыки. С 1965 года он был участником и организатором экспедиций по изучению музыкально-поэтического наследия башкирского народа. Им осуществлены полевые записи в Башкирском Зауралье, южной Башкирии, Оренбургской, Челябинской и Курганской областях, Горно-Алтайском АО. В составе комплексных экспедиций АН СССР и СК СССР в 1970-80-х годах Фарит Хаснуллович выезжал на Алтай, в Румынию и Монголию. Ф. Х. Камаевым собрано свыше трёх тысяч и нотировано более двух тысяч народных песен и наигрышей. Итогом многолетней собирательской деятельности учёного стало посмертное издание «400 башкирских народных песен» (совм. с Н. Шонкаровым; Уфа, 2011) — с нотациями, предисловием и научными комментариями Ф. Х. Камаева.
Фарит Хаснуллович выступил редактором-составителем нотных и научных изданий, в том числе сборников К. Диярова «Мелодии седого Урала» («Сал Уралдын мондары», Эфэ, 1988) и «Башкирские песни и наигрыши» (М., 1972).
В последние годы жизни Ф. Х. Камаев работал над монографией «Мелодика башкирской музыкально-поэтической речи», которая осталась незавершённой.

### Научные публикации
- Стилевые и жанровые особенности башкирского музыкального фольклора // Научно-метод. записки. - Уфа, 1973. - Вып. 1. - С. 14-30.
- К вопросу о структурной типологии башкирских протяжных песен // Вопросы музыковедения / Ред. В. Беляков. - Уфа, 1977. - Вып. 2 - С. 42-66.
- Композиционно-ритмические закономерности башкирской народно-песенной мелодики: Дисс. … канд. искусствоведения. – М., 1979. – На правах рукописи.
- О сравнительном изучении песенного фольклора юго-восточных и юго-западных башкир // I научно-практ. конференция молодых ученых Кировского района г. Уфы. - Уфа, 1979. - С. 47.
- К сравнительному изучению музыкального фольклора западных и юго-восточных башкир // Вопросы музыковедения / Ред. В. Беляков. - Уфа, 1977. - Вып. 3. - С. 6-18 (совм. с Р. Зелинским).
- К вопросу о ритмике башкирских протяжных песен // Актуальные проблемы науки в народном хозяйстве. Городская конференция молодых ученых г. Уфы: Тез. докл. - Уфа, 1980. - С. 26.
- О структурных закономерностях башкирских такмаков // Обычаи и культурно-бытовые традиции башкир / Ред. Р. Кузеев, Н. Бикбулатов. – Уфа, 1980. – С. 108-116.
- О взаимодействии эпических жанров в современном башкирском песенном фольклоре // Всероссийская сессия по итогам полевых этнографических и антропологических исследований 1978 - 1979 гг.: Тез. докл. - Уфа, 1980. - С. 183-185.
- К вопросу о музыкальном синтаксисе башкирских узун-кюев // II научно-практ. Конференция молодых ученых Кировского района г. Уфы: Тез. докл. – Уфа, 1980. – С. 172-173.
- О структуре башкирских танцевальных напевов // Обычаи и культурно-бытовые традиции башкир. - Уфа, 1980. - С. 108-116.
- К вопросу музыкальной диалектологии в башкирском песенном фольклоре // IX конференция по диалектологии тюркских языков: Тез. докл. – Уфа, 1982. – С. 26.
- Силлабика в башкирских протяжных песнях // Исследование звуковых систем языков аборигенов Сибири и сопредельных регионов: Тез. докл. II Всесоюзной научно-иссл. конференции. - Новосибирск, 1983. - С. 46.
- Артикуляция и сингармонизм в мелодике башкирской музыкально-поэтической речи // Исследование звуковых систем языков аборигенов Сибири и сопредельных регионов: Тез. докл. III  Всесоюзной научно-иссл. конференции. - Новосибирск, 1983. - С. 75.
- Топонимика в башкирском музыкальном фольклоре // Вопросы ономастики: Тез. докл. Всесоюзной научно-иссл. конференции. - Свердловск, 1983. - С. 44.
- Роль ГМПИ им. Гнесиных в становлении и развитии высшего музыкального образования в Башкирии // Теоретическая конференция, посвященная 40-летию ГМПИ им. Гнесиных: Тез. докл. – М., 1984. – С. 44-46.
- Фольклор в творчестве башкирских композиторов // III фестиваль музыки композиторов Поволжья и Урала. – Чебоксары, 1984. – С. 57-68.
- Башкирские свадебные причеты (некоторые итоги рассмотрения их ареала бытования и музыкально-поэтической структуры) // Ареальные проблемы в этнографии и языкознании: V Всесоюзная конференция. - Уфа, 1985. - С. 82.
- Эстетические отражения топонимов в башкирском музыкально-поэтическом фольклоре // Традиционное и современное в музыке народов Поволжья и Приуралья: Тез. докл. научной конференции. - Йошкар-Ола, 1985. - С. 33.
- К вопросу о музыкальном синтаксисе башкирских узун-кюев // Фонетика сибирских языков: Тез. докл. научной конференции. – Новосибирск, 1985. – С. 158-162.
- Опера З.Г. Исмагилова «Послы Урала» // Вопросы искусствоведения. – Уфа, 1986. – С. 42-50.
- Современное состояние башкирской фольклористики // Научно-практ. конференция, посвященная 200-летию А.Н. Алябьева: Тез. докл. – Уфа, 1987. – С. 12-15.
- Традиционный фольклор в новых социокультурных условиях // Фольклор и современность: Тез. докл. Всесоюзной конференции. – М., 1988.
- Фонетический строй башкирской музыкально-поэтической речи (к постановке вопроса) // Традиционная музыка народов Поволжья и Приуралья. Вопросы теории и истории. - Казань, 1989. - С. 78-98.
- Музыкальное искусство и наука: пути сопряжения  // Всесоюзная сессия по итогам полевых этнографических и антропологических исследований: Тез. докл. - Уфа, 1989. - С. 183-185 (совм. с Р. Бурангуловым).
- Устно-поэтическое и музыкальное творчество башкир Курганской области: к проблеме современного функционирования // Этнические и этнографические группы в СССР и их роль в современных этнокультурных процессах: Тез. научно-практ. конференции. - Уфа, 1989. - С. 148-151 (совм. с Р. Шакуровым).
- О процессах локального фольклора в Башкирии: Проблемы подготовки специалистов в области изучения музыкального фольклора в республике // Проблемы современного состояния и бытования фольклора в Башкирии: Тез. докл. научно-практ. конференции. - Уфа, 1989. - С. 53.
- Фонетико-акустические факторы артикуляции как способ выражения напряжения в мелодике башкирских протяжных песен // Искусство, наука, техника: пути сопряжения: Тез. докл. IV Всесоюзного научно-практ. семинара. - Уфа, 1990. - С. 150-152.
- Башкирский кубыз: к вопросу взаимосвязи тембра и звуковысотности // Варган: Хомус. Традиции и современность: II Международный конгресс. - Якутск, 1991. - С. 62.
- Образ коня в башкирском фольклоре // Языки, духовная культура и история тюрков: традиция и современность: Международная тюркологическая конференция. — Казань, 1992. — С. 27-42 (совм. с Ф. Надыршиной).
- Кубыз // Музыкальный энциклопедический словарь. – М., 1991. – С. 283.
- Курай // Музыкальный энциклопедический словарь. – М., 1991. – С. 286.
- Поющий родник // Напевы курая / Сост., вступ. статья, нотирование, комм. Ф. Камаева. – Уфа, 1991.
- О принципах нотирования, редактирования, изучения башкирского фольклора // Музыкальные своды - вопросы систематизации, исследования и издания: Всесоюзная научно-иссл. конференция. - М., 1992. - С. 24-38.
- 400 башкирских народных песен (совм. С Н. Шонкаровым) / Ред. Г. Хамитова. – Уфа, 2011. – 400 с.
- Фарит Камаев. Сборник научных статей. – Уфа, 2014 (посмертное издание)

## Память
В 1998 году имя Камаева Ф. Х. присвоено Детской школе искусств № 2 г. Уфы.
В 1998 году учреждён ежегодный Республиканский конкурс учащихся фольклорных отделений ДМШ и ДШИ памяти фольклориста Ф. Камаева.
В 2010 году в Башкортостане учреждён ежегодный Открытый конкурс исполнителей башкирской инструментальной музыки имени Фарита Камаева.
В 2014 году была проведена Всероссийская научно-практическая конференция, приуроченная к 70-летию со дня рождения Ф. Х. Камаева (Уфа, УГАИ им. З. Исмагилова, 22 апреля). В Уфимском государственном институте искусств 23-24 апреля состоялись мероприятия памяти Ф. Х. Камаева.